# Camassia quamash
Camassia quamash är en sparrisväxtart som först beskrevs av Frederick Traugott Pursh, och fick sitt nu gällande namn av Edward Lee Greene. Camassia quamash ingår i släktet stjärnhyacinter, och familjen sparrisväxter.

## Underarter
Arten delas in i följande underarter:
- C. q. azurea
- C. q. breviflora
- C. q. intermedia
- C. q. linearis
- C. q. maxima
- C. q. quamash
- C. q. utahensis
- C. q. walpolei

## Bildgalleri

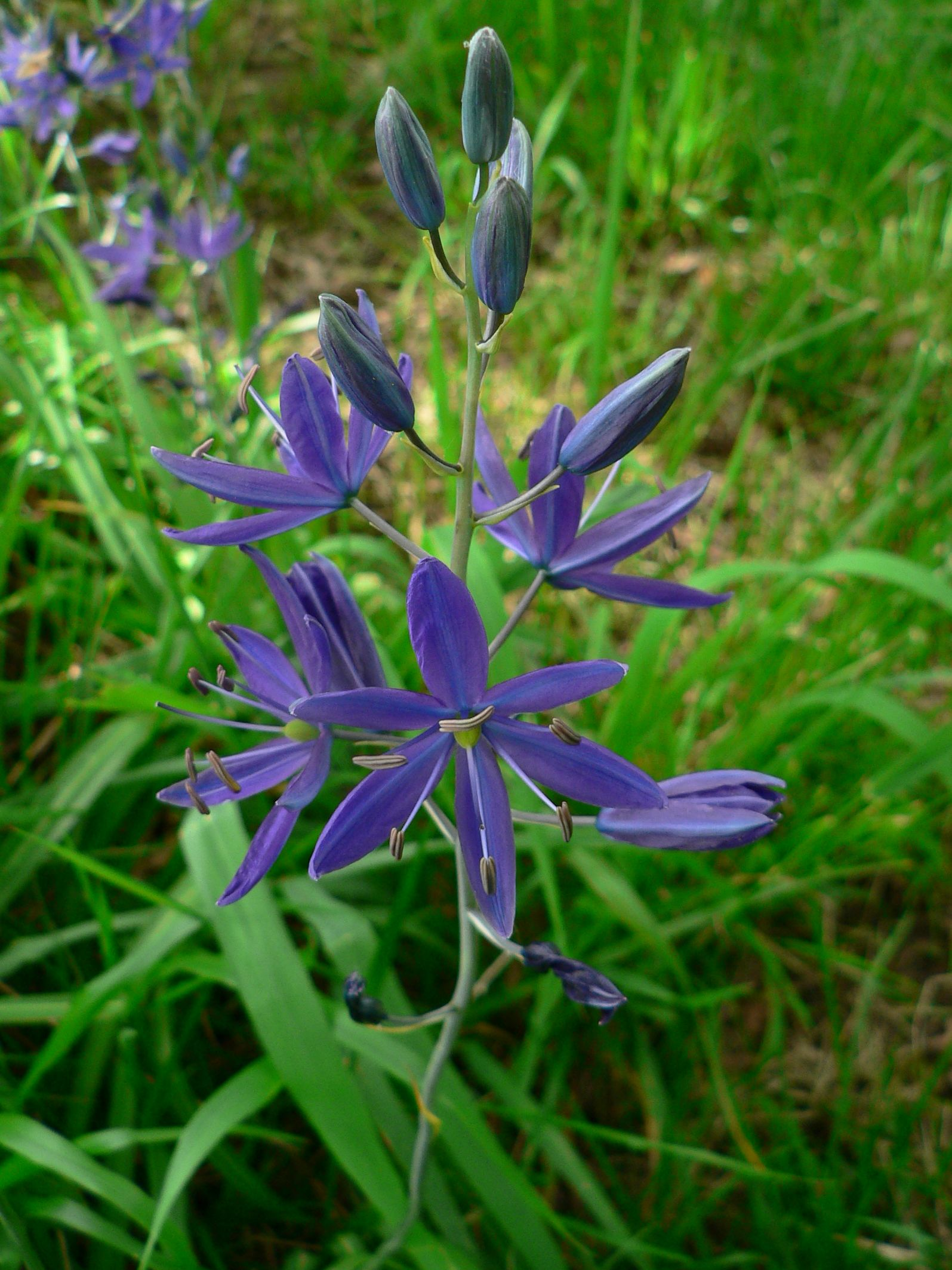
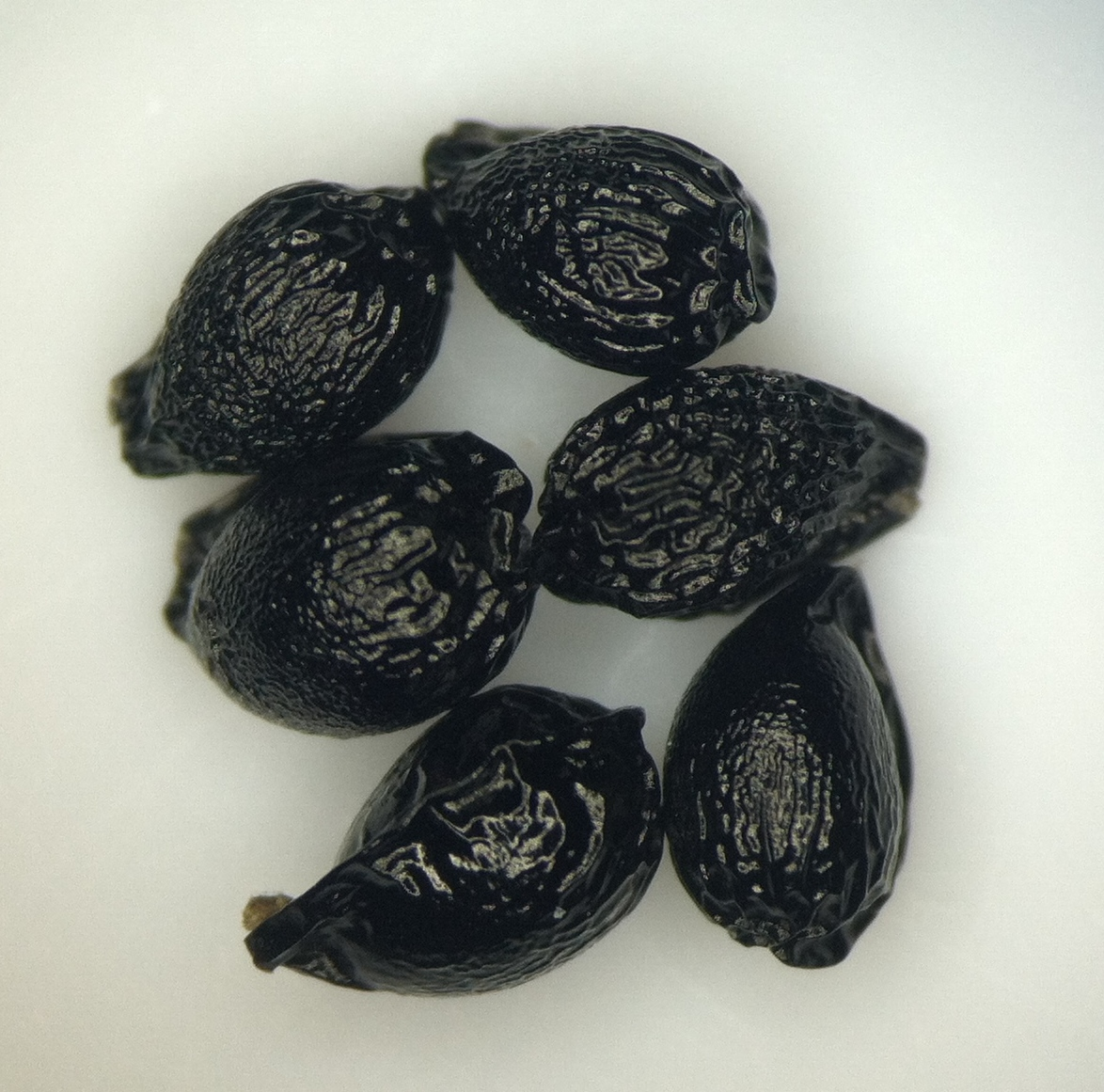
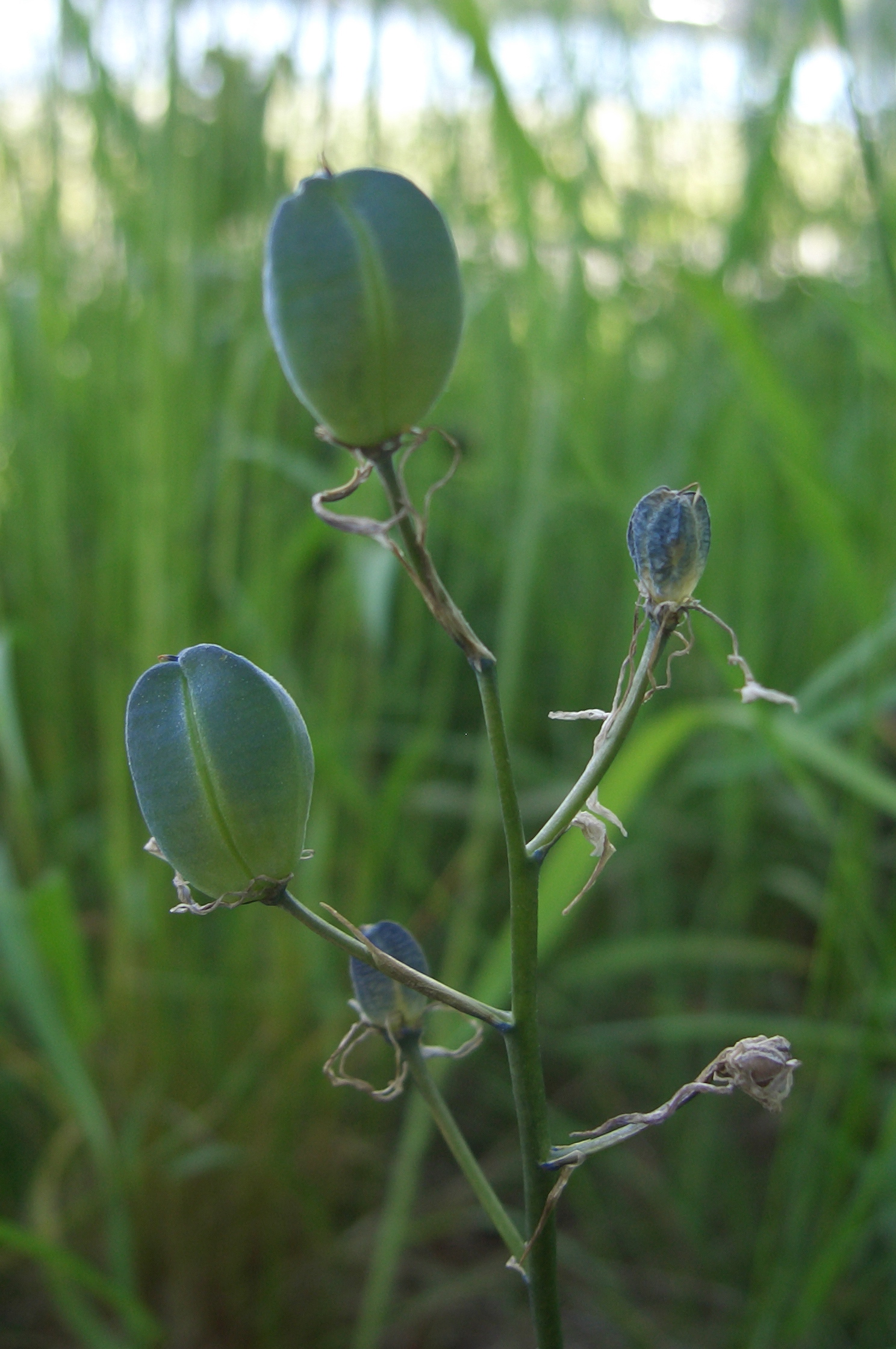
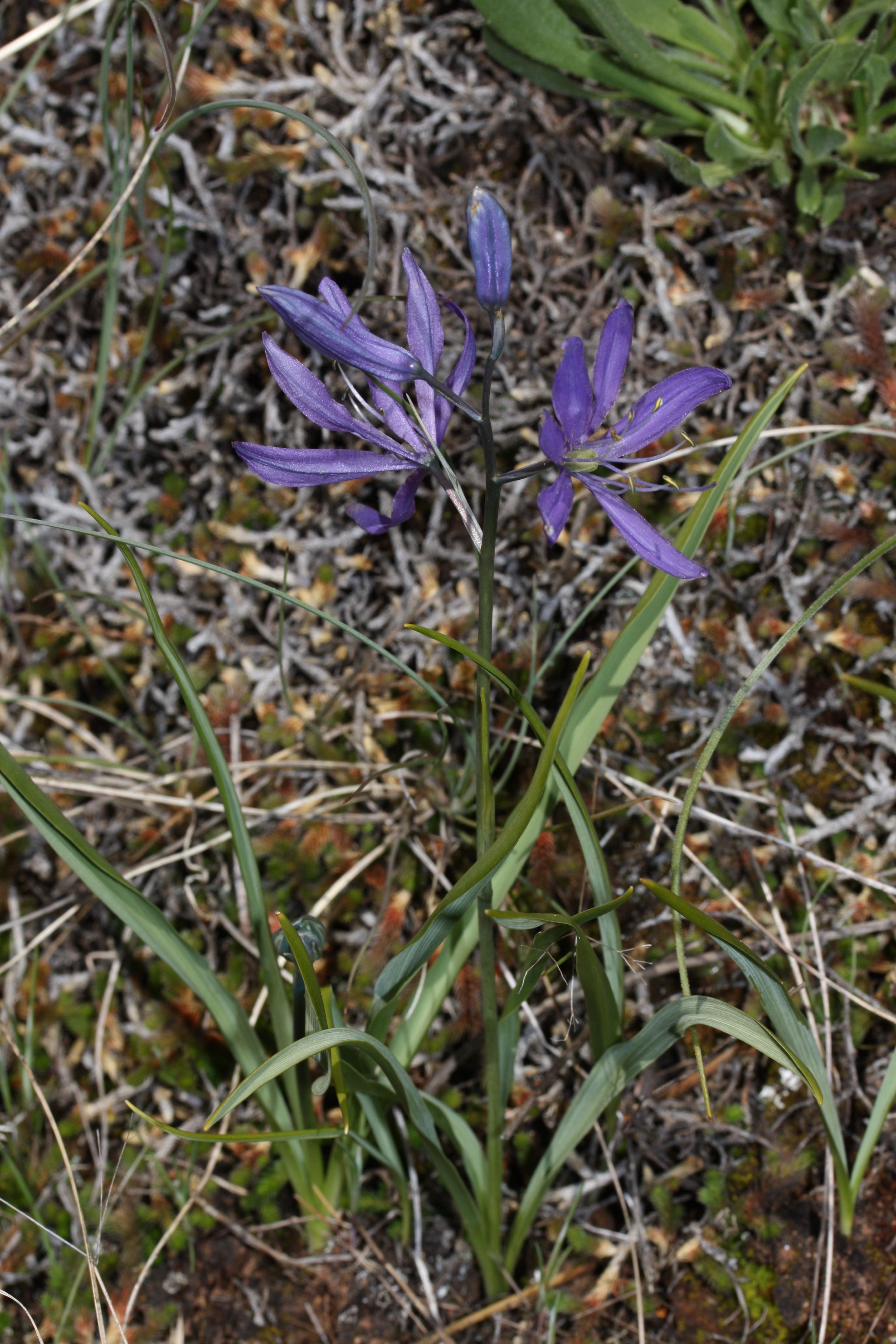
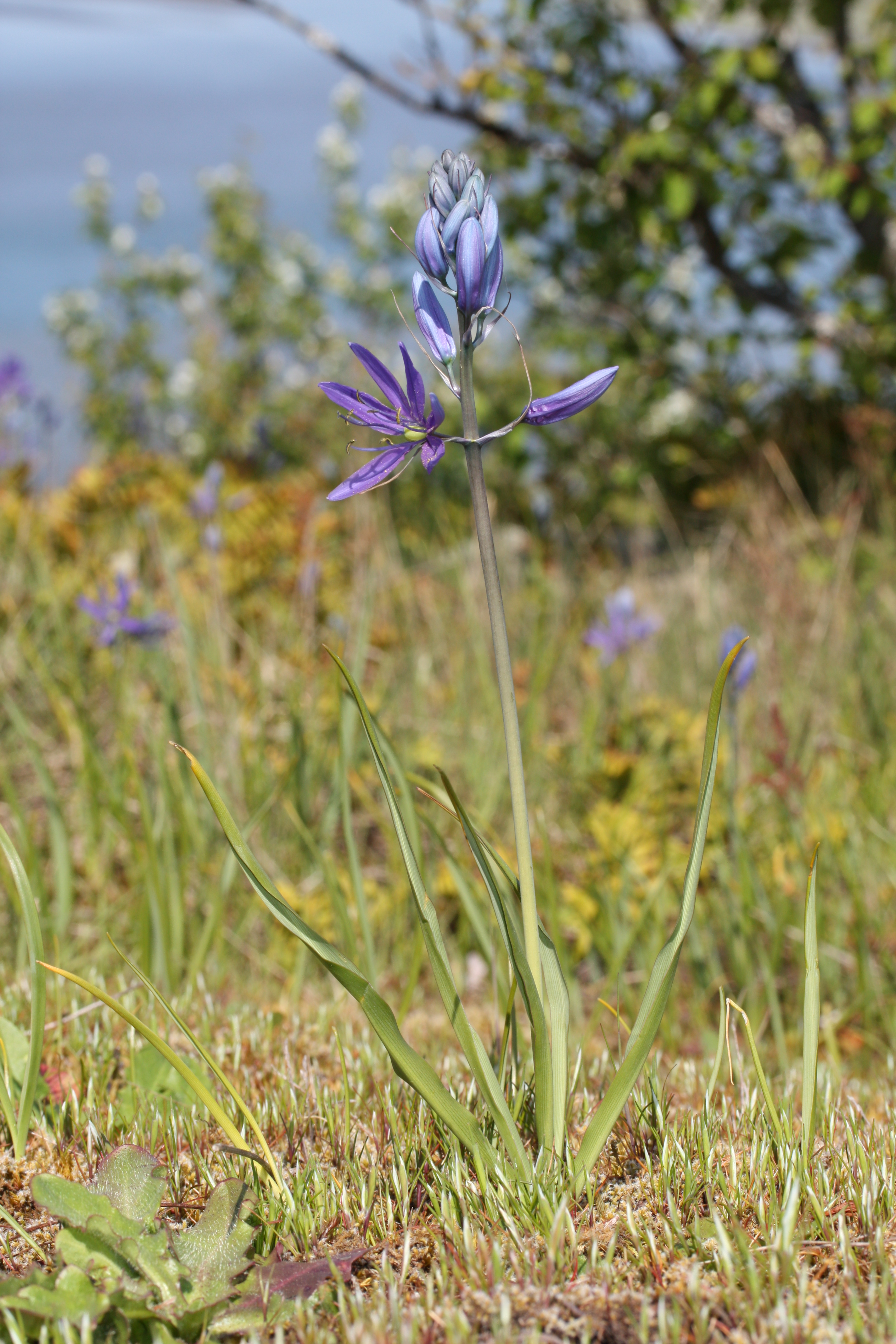
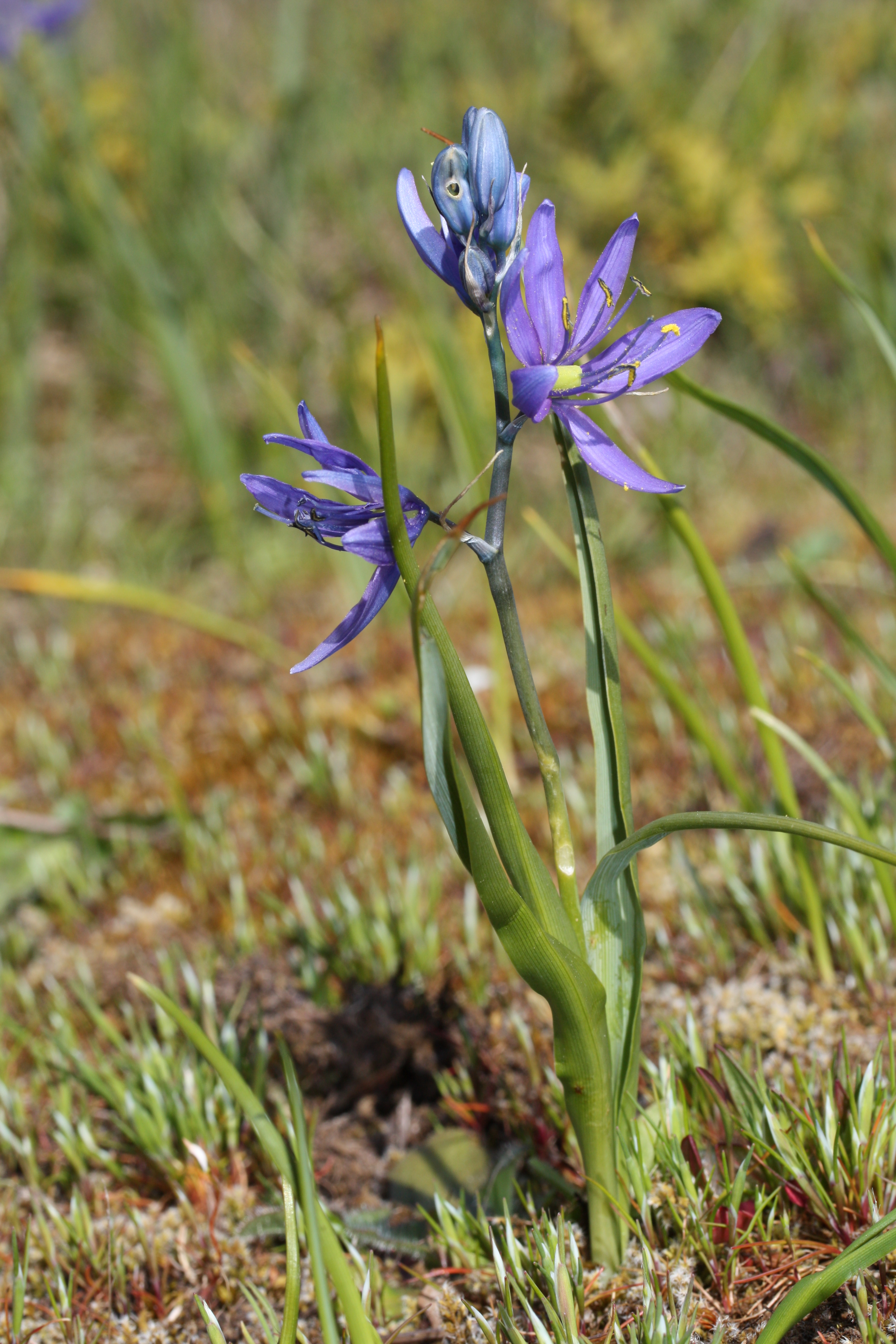